# Greci dell'Ucraina

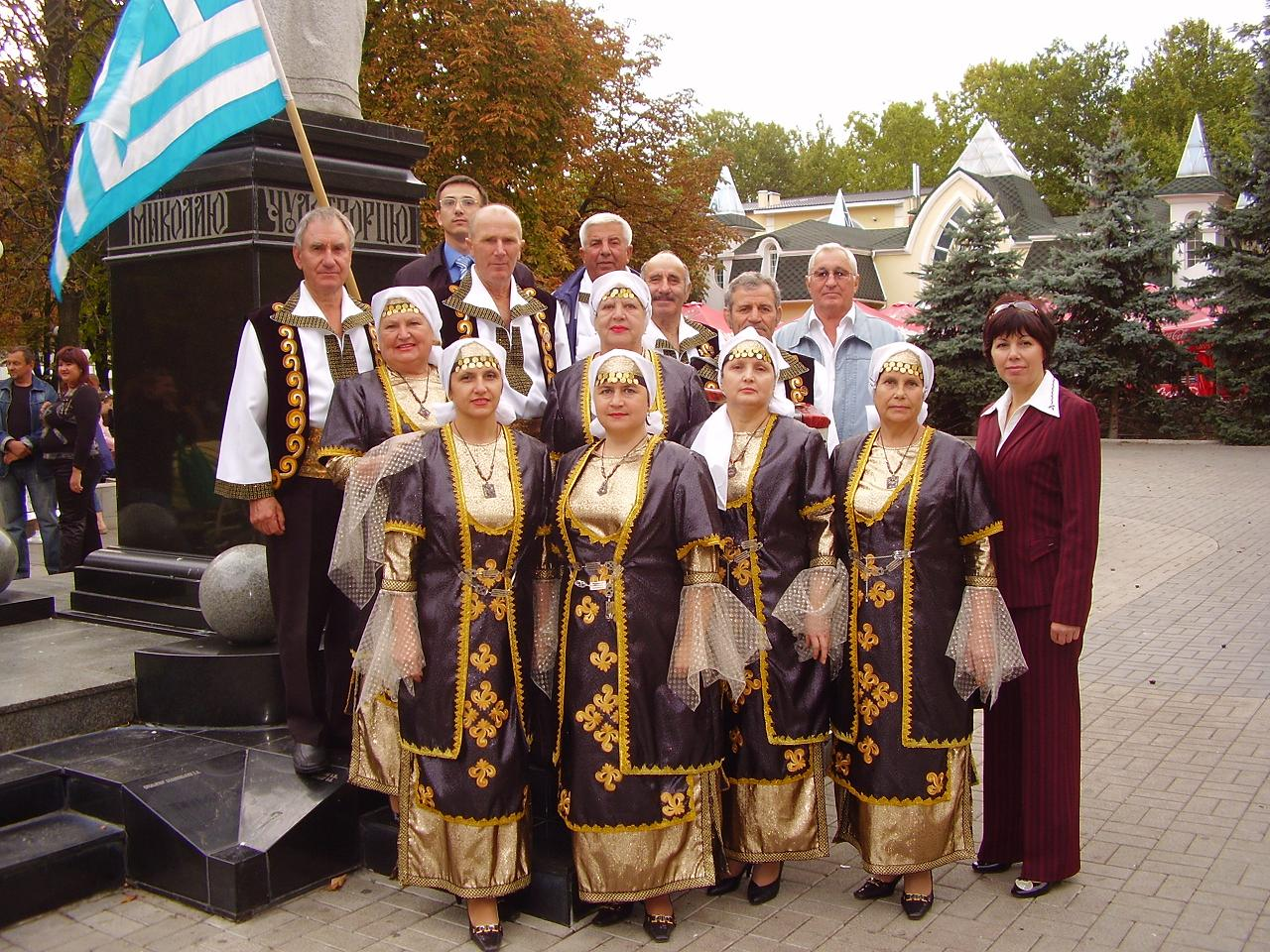
Vicino al monumento a Nicola il Miracoloso (San Nicola di Bari) in Ucraina

I greci dell'Ucraina sono una minoranza greca che risiede o risiedeva nel territorio dell'Ucraina moderna. La maggior parte dei greci ucraini vive nell'oblast' di Donec'k e si concentra particolarmente intorno alla città di Mariupol.
Secondo il censimento ucraino del 2001, c'erano 91.548 greci etnici in Ucraina, ovvero lo 0,2% della popolazione. Tuttavia, è probabile che la percentuale effettiva di coloro che hanno origini greche sia molto più alta a causa dei matrimoni misti diffusi tra greci e ucraini ortodossi, in particolare nell'Ucraina orientale, nonché dell'assenza di forti legami con la Grecia o dell'uso della lingua greca da molti con ascendenza greca in queste aree e che quindi non sono classificati come greci nei censimenti.
La maggior parte dei greci in Ucraina appartiene alla più ampia diaspora greca conosciuta come Greci del Ponto. Ma c'è anche un piccolo gruppo recente di espatriati greci e immigrati in Ucraina.

Colonie greche del Mar Nero settentrionale, VIII - III secolo a.C

## Storia

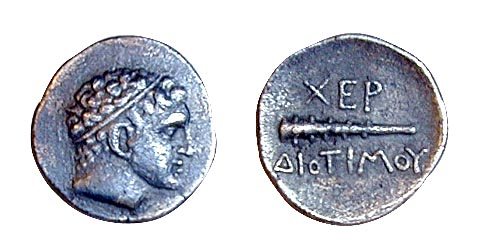
Moneta greca proveniente da Cherronesos in Crimea raffigurante Diotimo, II secolo a.C. (Museo della Numismatica di Odessa)

Una presenza greca in tutta l'area del Mar Nero esisteva molto prima dell'inizio della Rus' di Kiev. Per la maggior parte della loro storia in quest'area, la storia dei greci in Russia e in Ucraina forma un'unica narrazione, di cui una divisione secondo i confini odierni sarebbe un anacronismo artificiale. La maggior parte dei greci di oggi in Ucraina sono i discendenti dei greci del Ponto tra la caduta dell'Impero di Trebisonda nel 1461 e la guerra russo-turca del 1828-1829.

### Antiche colonie greche
I greci stabilirono colonie su quelle che oggi sono le coste ucraine del Mar Nero già nel VI secolo a.C. Queste colonie commerciavano con varie nazioni antiche intorno al Mar Nero, inclusi Sciti, Maeoti, Cimmeri, Goti e i predecessori degli slavi. Queste prime comunità greche presto si assimilarono alla più ampia popolazione indigena della regione.

### Regni di lingua greca in Crimea (IV secolo a.C.-XV secolo d.C.)
Le colonie greche si unirono nel regno del Bosforo nel IV secolo a.C., che durò come stato cliente romano fino al IV secolo d.C. Inoltre, il Regno del Ponto fu fondato nel III secolo a.C. e controllava il territorio in Ucraina (incluso il Regno del Bosforo) fino alla sua acquisizione da parte dell'Impero Romano nel I secolo d.C.

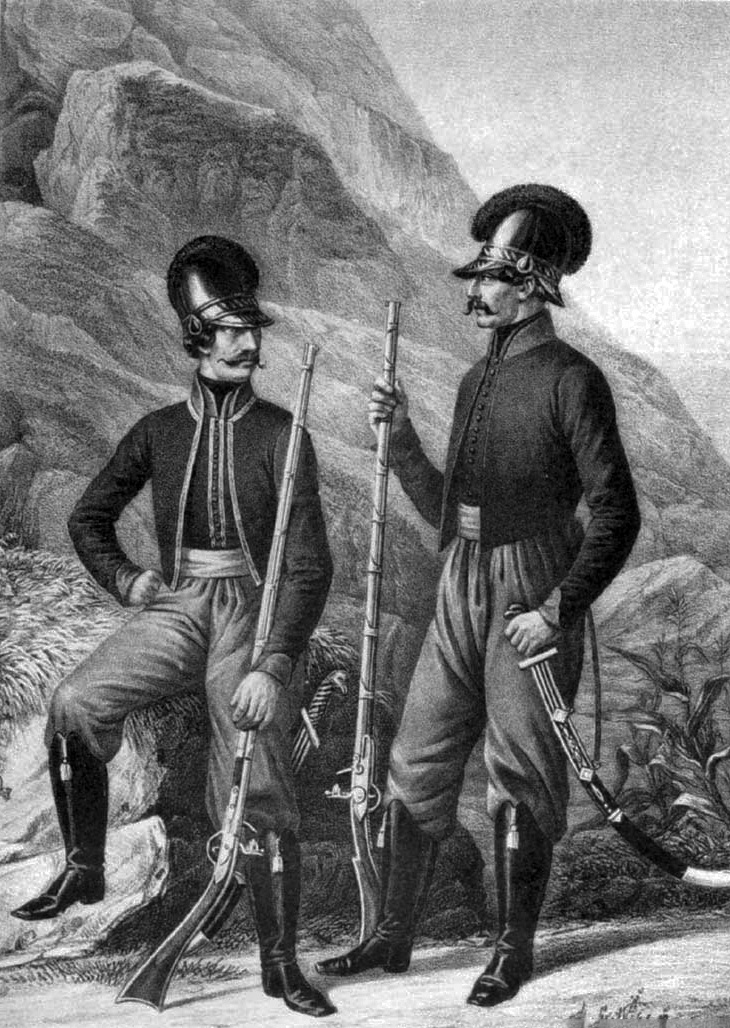
Sottufficiali e uomini del battaglione di fanteria greca Balaklava, 1797-1830

Dopo l'invasione Cumana e dell'Orda d'Oro mongolo-tatara delle steppe dell'Ucraina meridionale e della Russia a nord, i Greci erano rimasti solo nelle città sulle pendici meridionali delle montagne di Crimea e si divisero in due sottogruppi: Tatari parlanti urum e greci del Ponto con il greco rumeíka come lingua madre.
Il Principato di Teodoro in Crimea ottenne l'indipendenza dall'Impero di Trebisonda all'inizio del XIV secolo e durò fino alla sua conquista da parte dell'Impero Ottomano nel XV secolo.

### Conquista russa (XVIII secolo)
Gli Urum e i Greci del Ponto vissero tra i tatari di Crimea fino a quando l'impero russo conquistò la Crimea nel 1783. Quindi Caterina la Grande decise di trasferire i Greci del Ponto dalla Crimea alle coste settentrionali del Mar d'Azov. Fu assegnato loro un nuovo territorio tra le odierne città di Mariupol' e Donec'k, che copre la parte meridionale dell'oblast' di Donec'k in Ucraina. Ucraini e tedeschi, e poi russi, si stabilirono tra i greci. Gli ucraini insediarono principalmente villaggi e alcune città in questa zona, a differenza dei greci, che ricostruirono le loro città, dando loro persino i nomi originali della Crimea. Da questo momento in Ucraina i nomi degli insediamenti in Crimea corrispondono ai nomi dei luoghi nel sud dell'oblast' di Donec'k: Jalta - Jalta, Hurzuf -Urzuf, ecc.
Durante il 1937-1938, i greci del Ponto subirono un'altra deportazione da parte delle autorità sovietiche nota come Operazione greca dell'NKVD .

### Rifugiati dell'Impero Ottomano (XV secolo-XIX secolo)

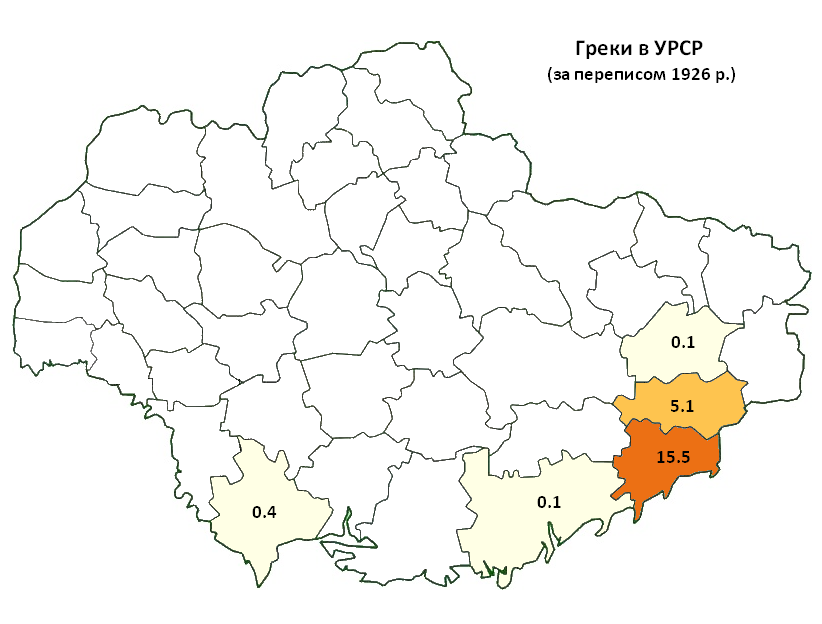
Greci nella SSR ucraina (1926)

I greci dell'attuale Ucraina sono principalmente i discendenti di varie ondate di profughi e "migranti economici" soprattutto greci del Ponto che lasciarono la regione del Ponto e delle Alpi Pontiche nell'Anatolia nord-orientale tra la caduta dell'Impero di Trebisonda nel 1461 e il Russo - Guerra turca del 1828–1829, sebbene alcuni si fossero stabiliti in Ucraina alla fine del XIX o all'inizio del XX secolo.

### Rifugiati della guerra civile greca (1946-1949)
Altri greci arrivarono in Ucraina anche più tardi, in particolare come profughi comunisti greci provenienti principalmente dalla Macedonia greca e da altre parti della Grecia settentrionale, che erano fuggiti dopo la guerra civile greca del 1946-1949 e si erano stabiliti in URSS, Cecoslovacchia e altri stati del blocco orientale. Tuttavia, anche tra questi ultimi arrivati, c'erano molti profughi greci comunisti che si stabilirono in Ucraina in seguito alla guerra civile greca che erano in realtà greci del Ponto o greci del Caucaso e quindi spesso avevano antenati che avevano vissuto all'interno dei territori meridionali dell'Impero russo prima di stabilirsi in Grecia all'inizio del XX secolo.
Nel censimento del 2001 erano rimasti 91 500 greci, la stragrande maggioranza dei quali (77 000) viveva ancora nell'oblast' di Donec'k. Stime più elevate come 160 000 sono state riportate in precedenza, la caduta è stata spiegata dall'assimilazione forzata dal governo sovietico. Altre piccole popolazioni di greci si trovano a Odessa e in altre grandi città.

### Guerra russo-ucraina (2014-oggi)
Durante la crisi russo-ucraina del 2022, il ministero degli Esteri greco ha rilasciato una dichiarazione in cui affermava che tre soldati dell'esercito ucraino "hanno assassinato" due greci della diaspora e ne hanno feriti altri due nel villaggio di Hranitna, nell'Ucraina orientale per "una questione banale". Dopo l'invasione russa dell'Ucraina nel 2022, dieci greci della diaspora sono stati uccisi da attacchi aerei russi vicino alla città di Mariupol'. Nel villaggio di Sartana, fuori Mariupol', due greci della diaspora sono stati uccisi da attacchi aerei russi. Durante l'assedio di Mariupol, gli espatriati greci di Mariupol affermarono che i soldati ucraini stavano cercando di impedire loro di lasciare la città assediata. Un espatriato greco è stato segnalato dall'AFP per essere morto nell'Ucraina orientale, in cui la Grecia aveva incolpato i soldati ucraini. A seguito dell'attacco aereo dell'ospedale di Mariupol, il 18 marzo 2022 il primo ministro greco Kyriakos Mītsotakīs ha twittato che "la Grecia è pronta a ricostruire l'ospedale di maternità di Mariupol, centro della minoranza greca in Ucraina, città cara ai nostri cuori e simbolo della barbarie della guerra».

## Distribuzione

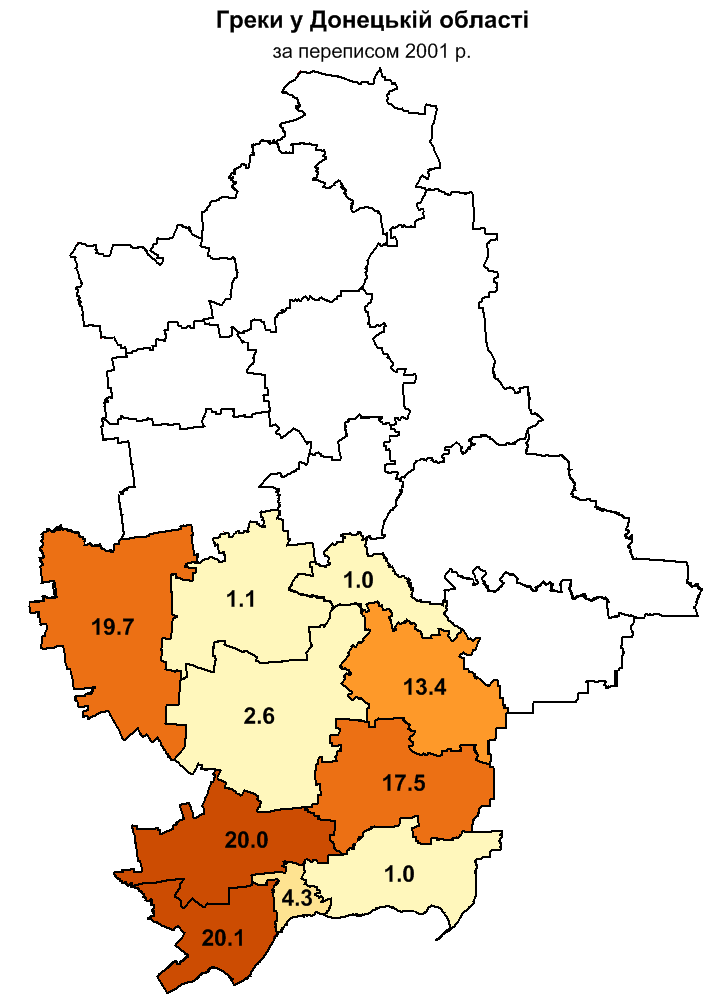
Greci nell'oblast' di Donec'k (2001)

Raion dell'oblast' di Donec'k con significativa minoranza greca:
| Raion                         | Numero di greci (2001) | Percentuale |
| Mariupol'                     | 21 923                 | 4,3%        |
| Donec'k                       | 10 180                 | 1,0%        |
| Distretto di Velyka Novosilka | 9 730                  | 19,7%       |
| Distretto di Starobeševe      | 7 491                  | 13,4%       |
| Distretto di Nikol's'ke       | 6 223                  | 20,0%       |
| Distretto di Bojkivs'ke       | 6 172                  | 17,5%       |
| Distretto di Manhuš           | 5 882                  | 20,1%       |

## Galleria d'immagini
Patrimonio culturale ellenico in Ucraina:

Città della Grecia antica:
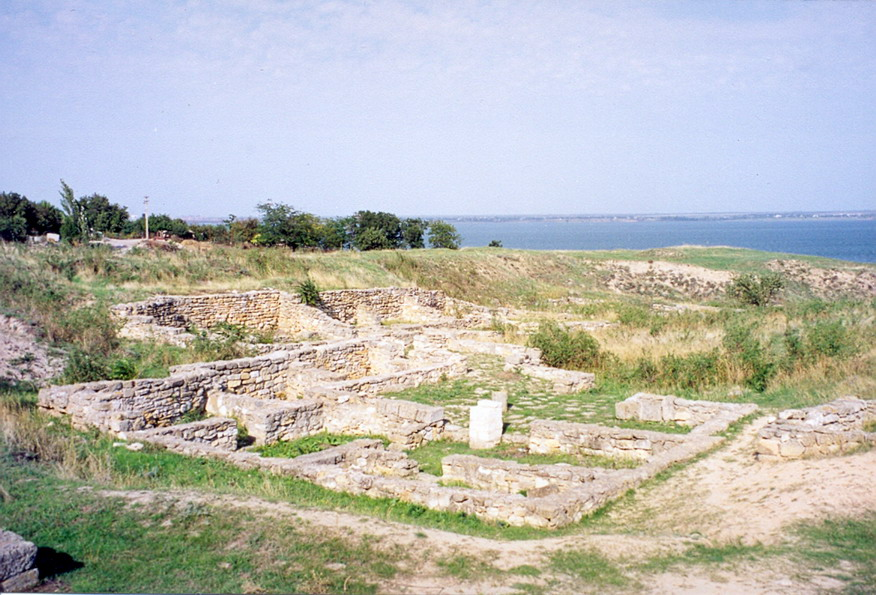
Rovine di Olbia
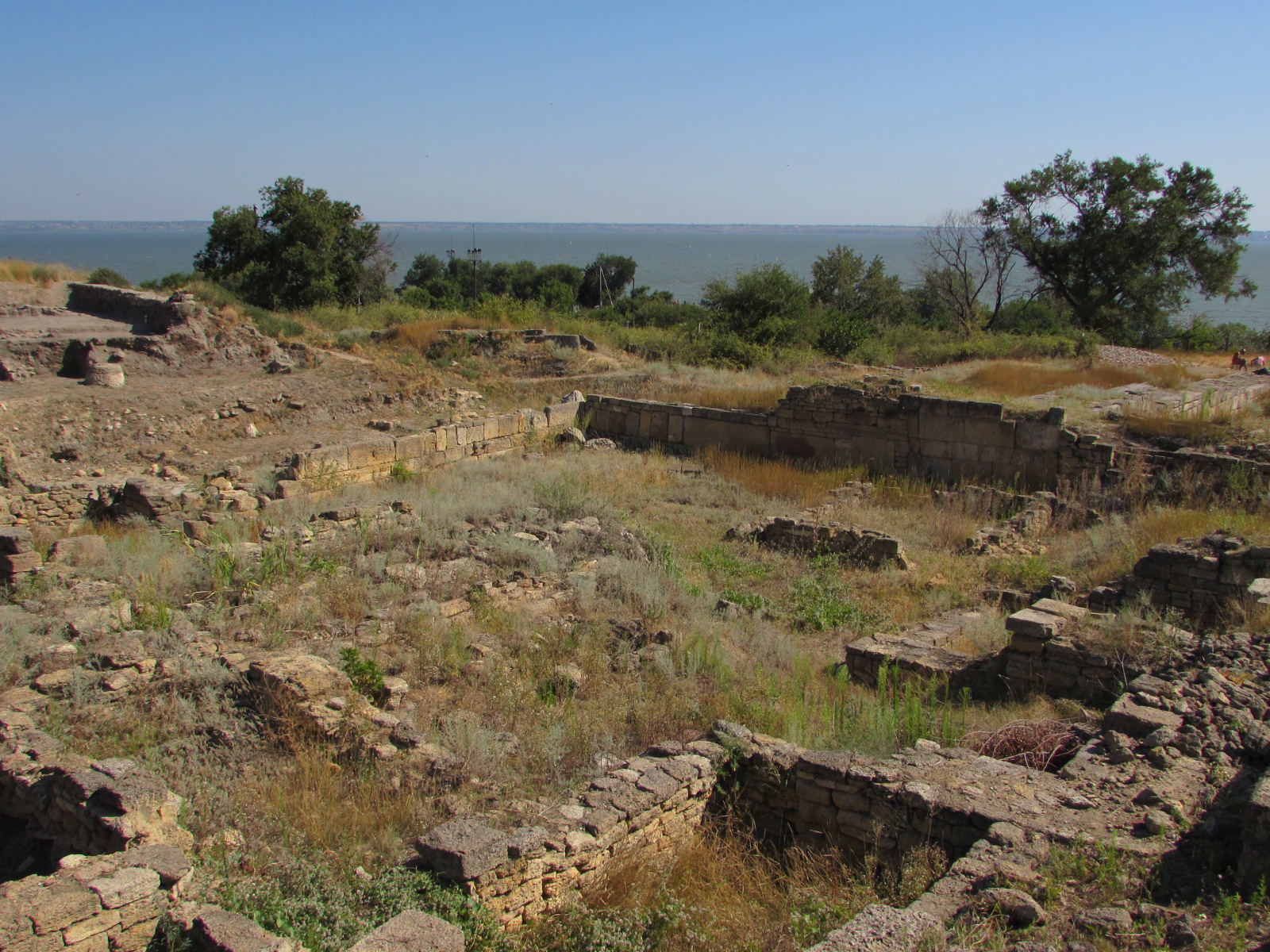
Rovine di Tyras
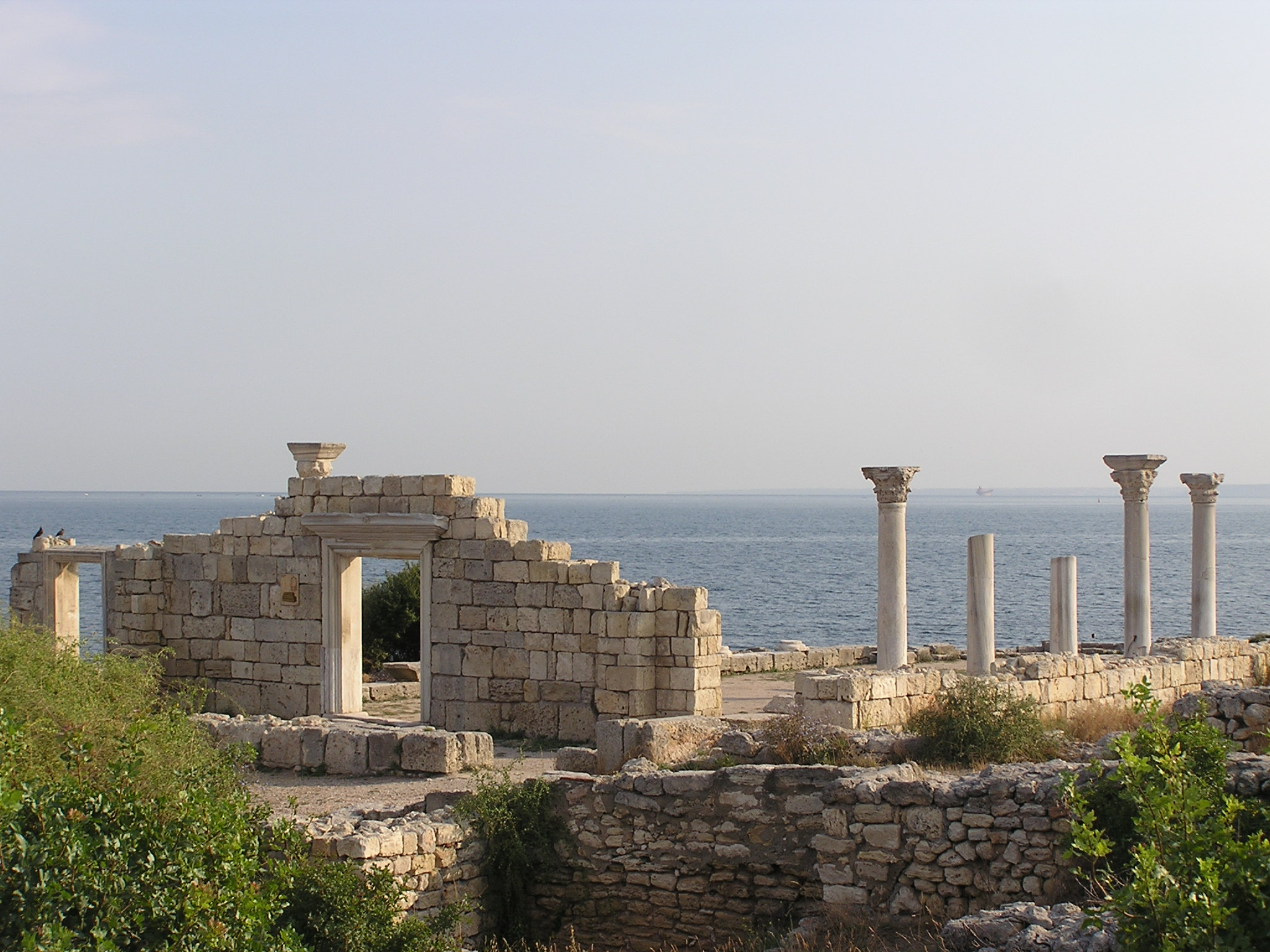
Rovine della Basilica del 1935 a Chersoneso
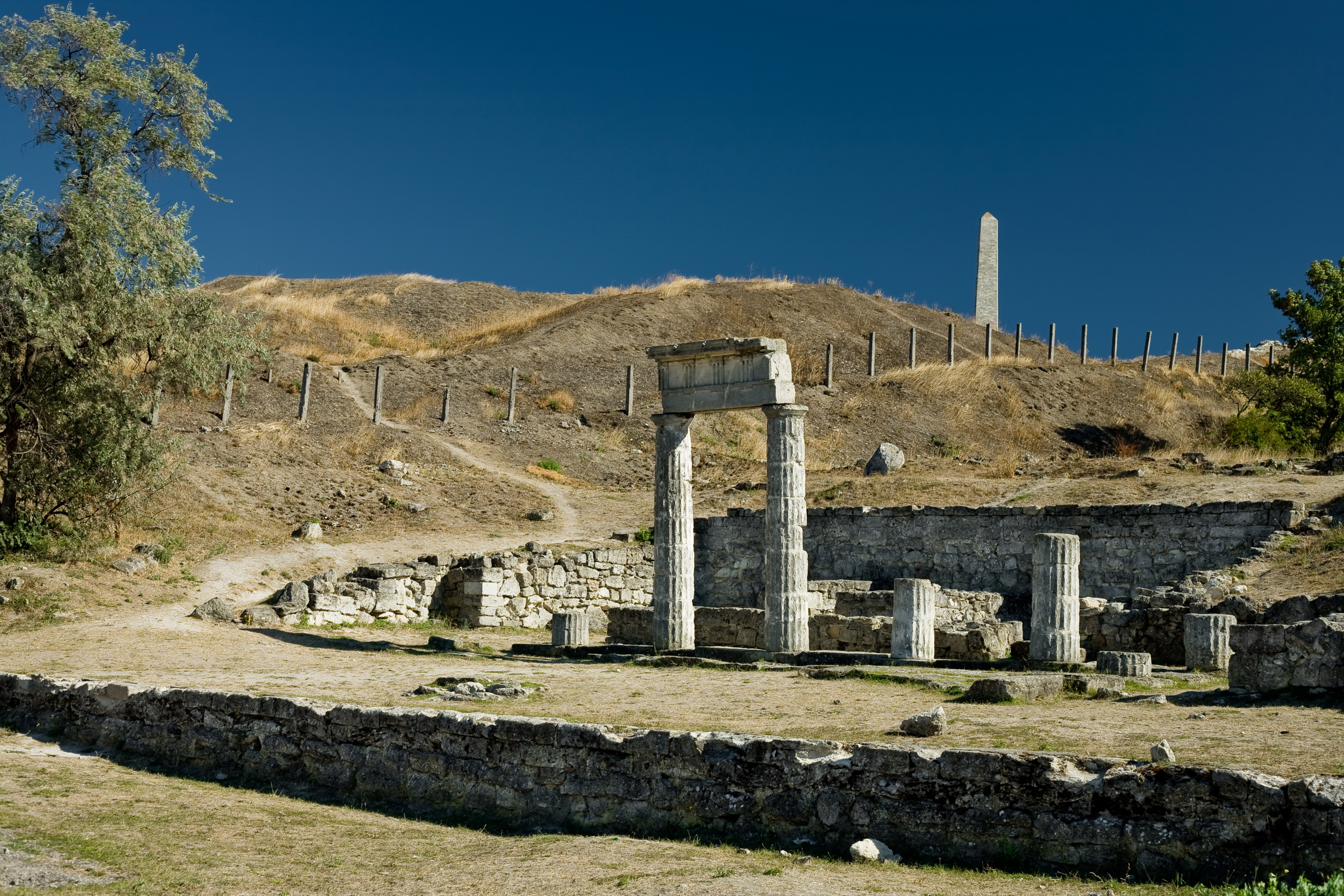
Rovine di Panticapaeum
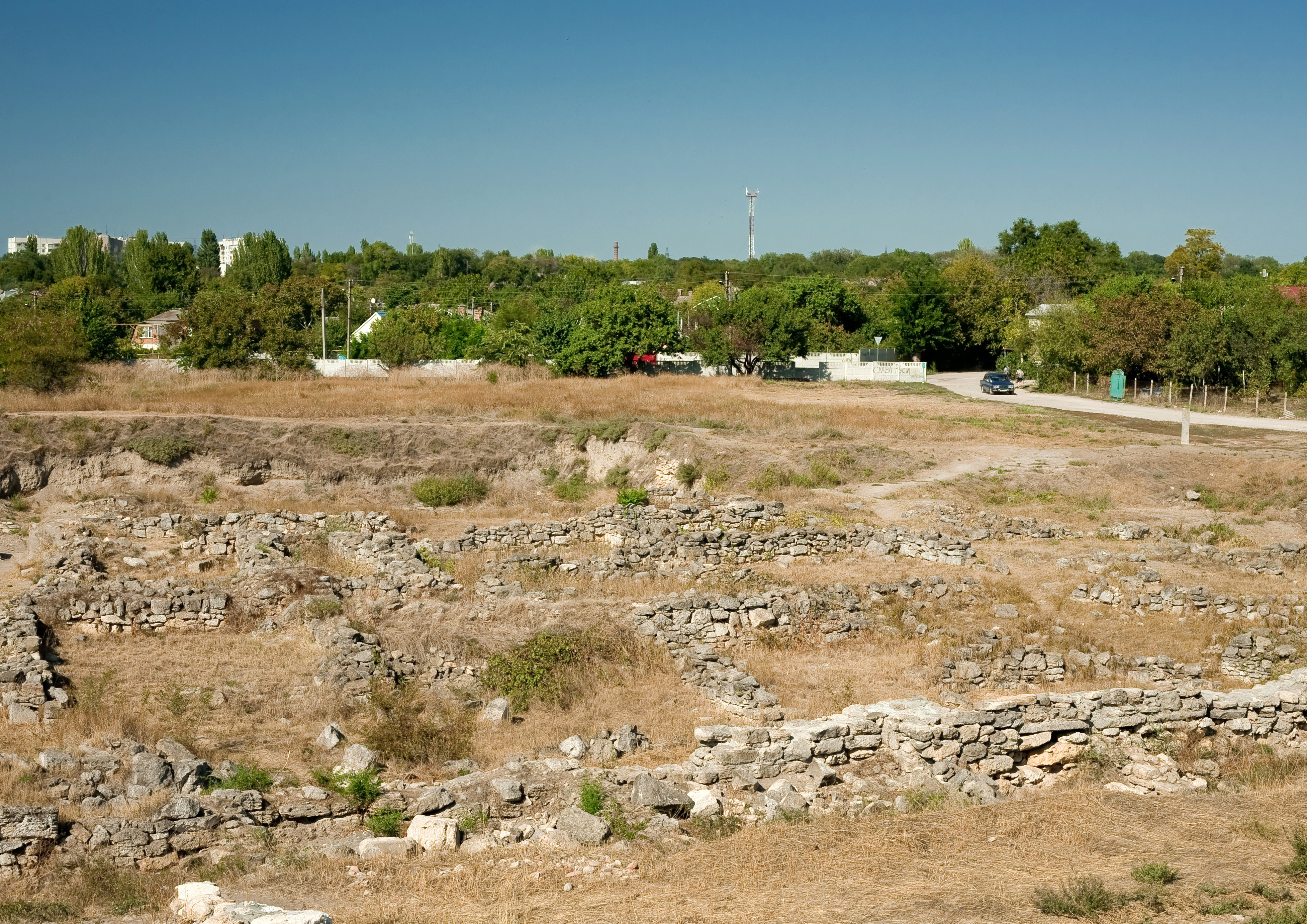
Rovine di Myrmekion

Chiese ortodosse:
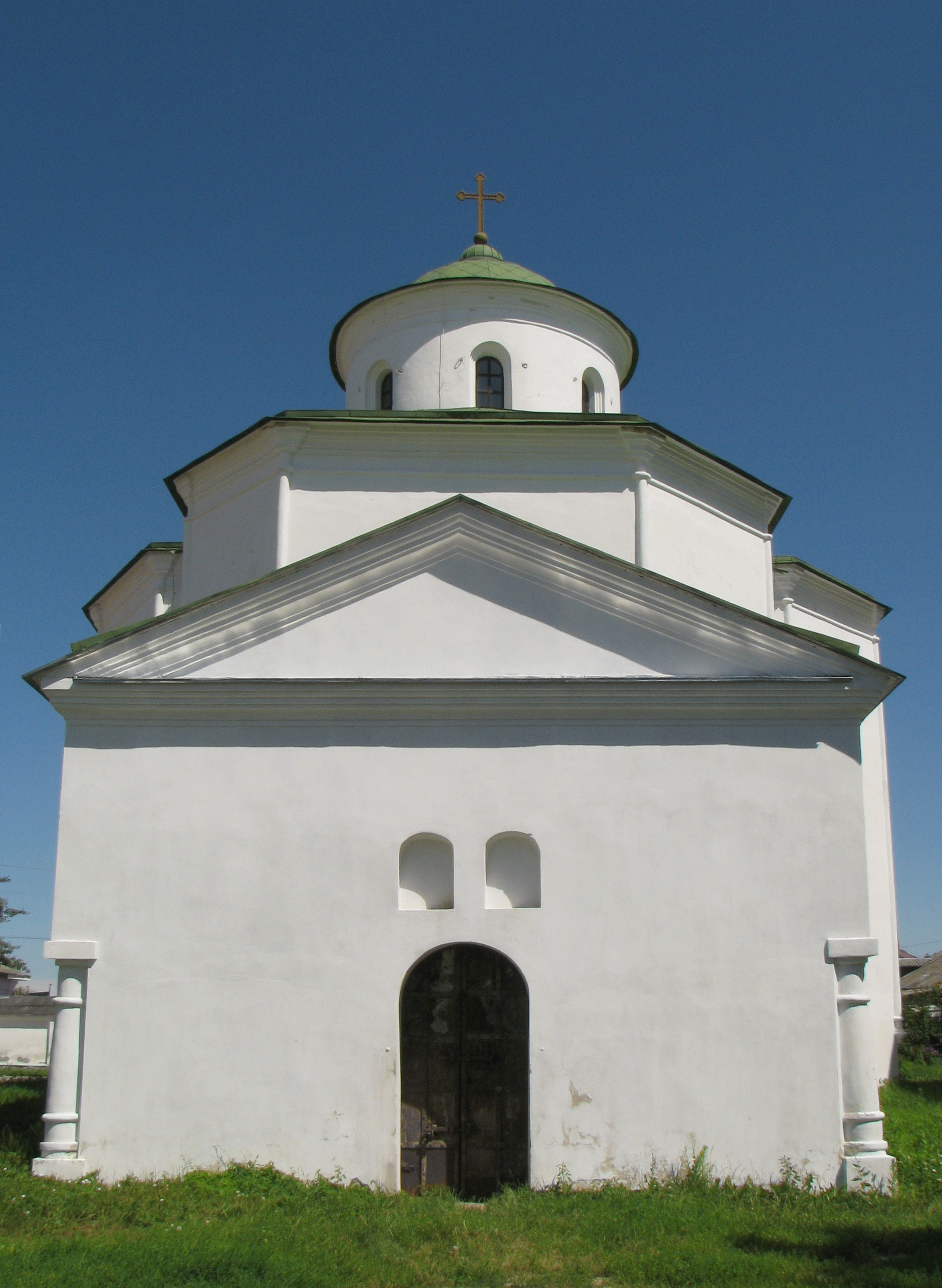
Chiesa di San Michele, Nižyn (costruita: 1719-1729)
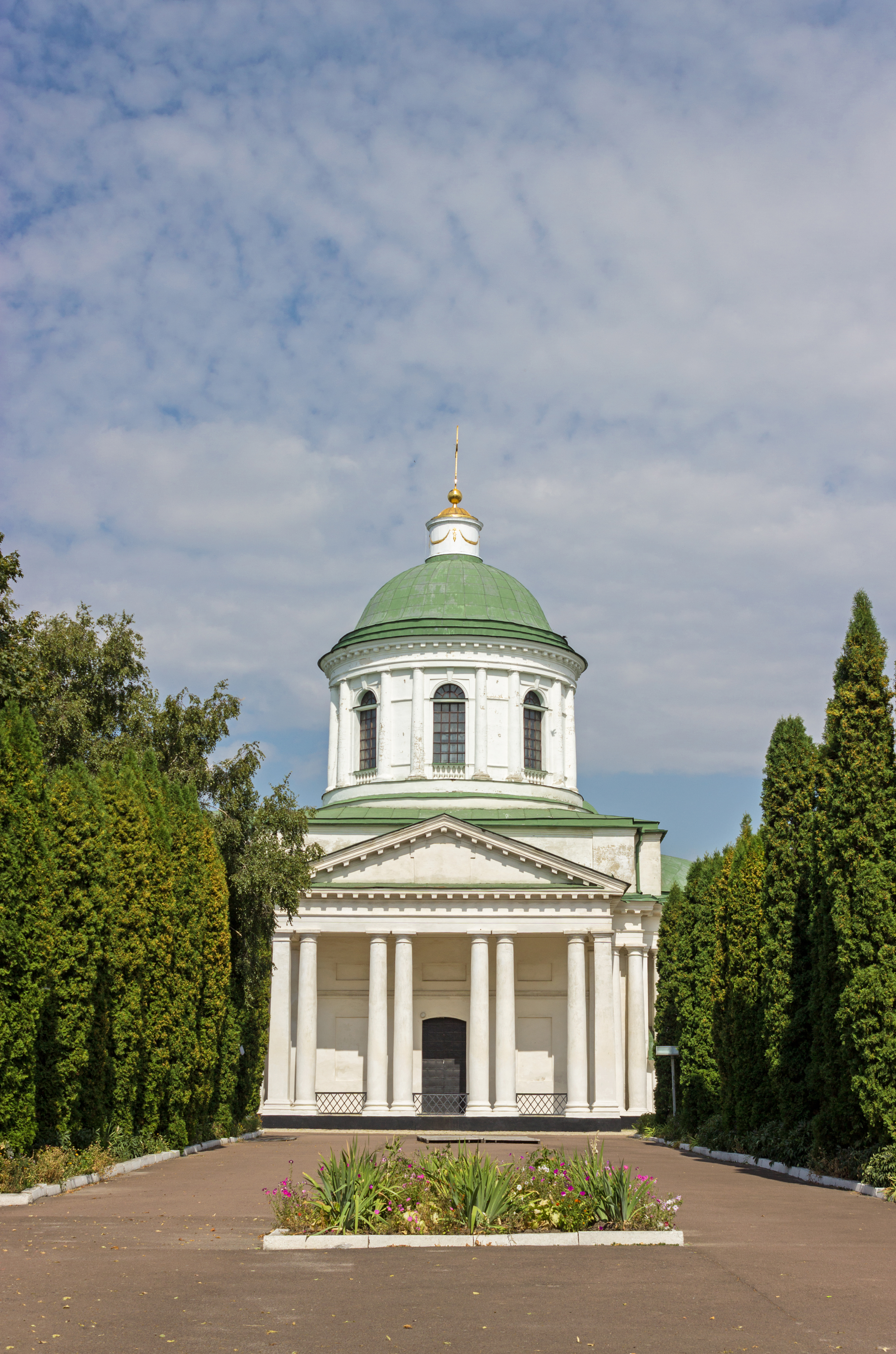
Chiesa di Tutti i Santi, Nižyn (1782)
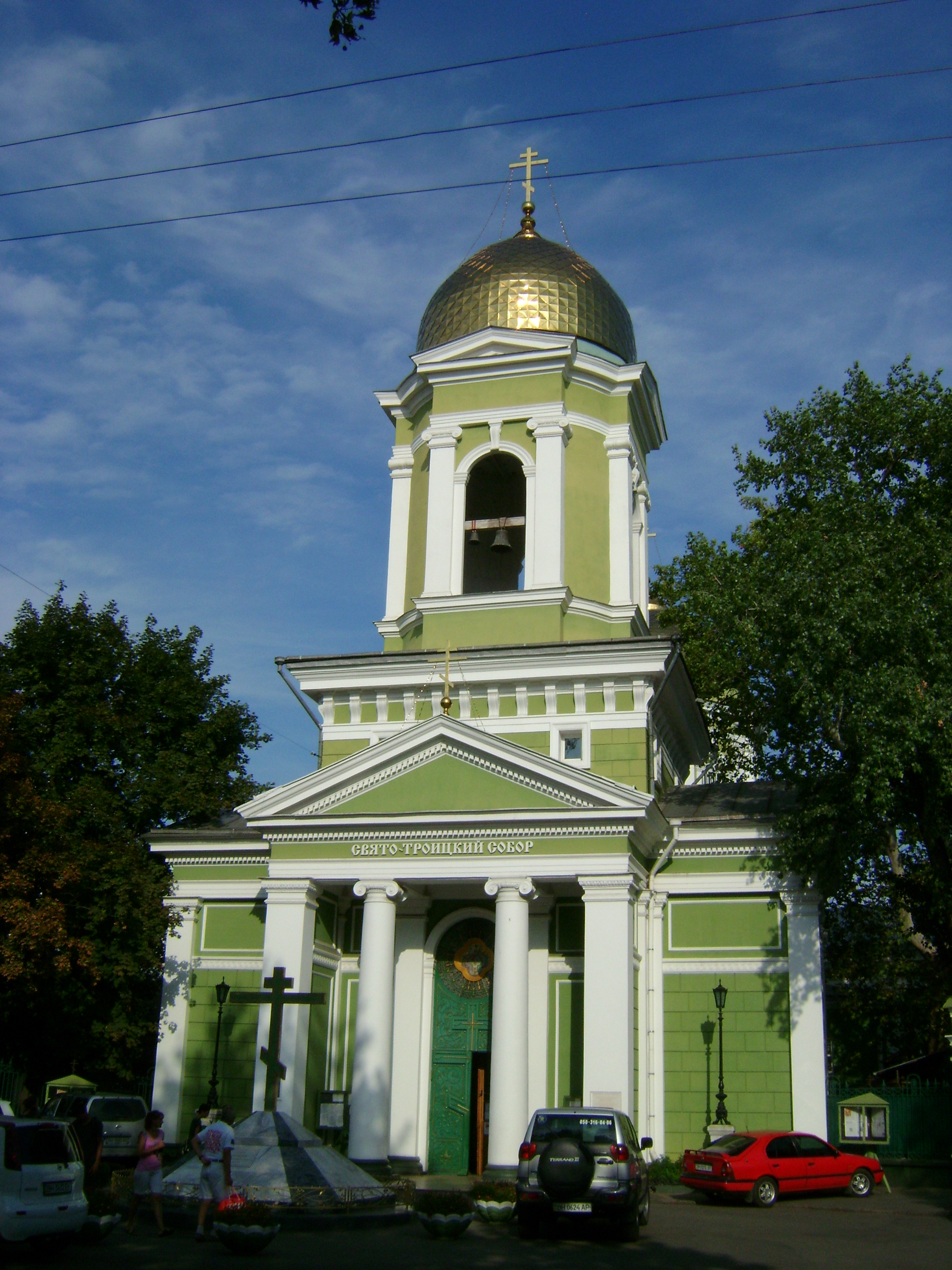
Cattedrale della Santissima Trinità, Odessa (1804-1808)
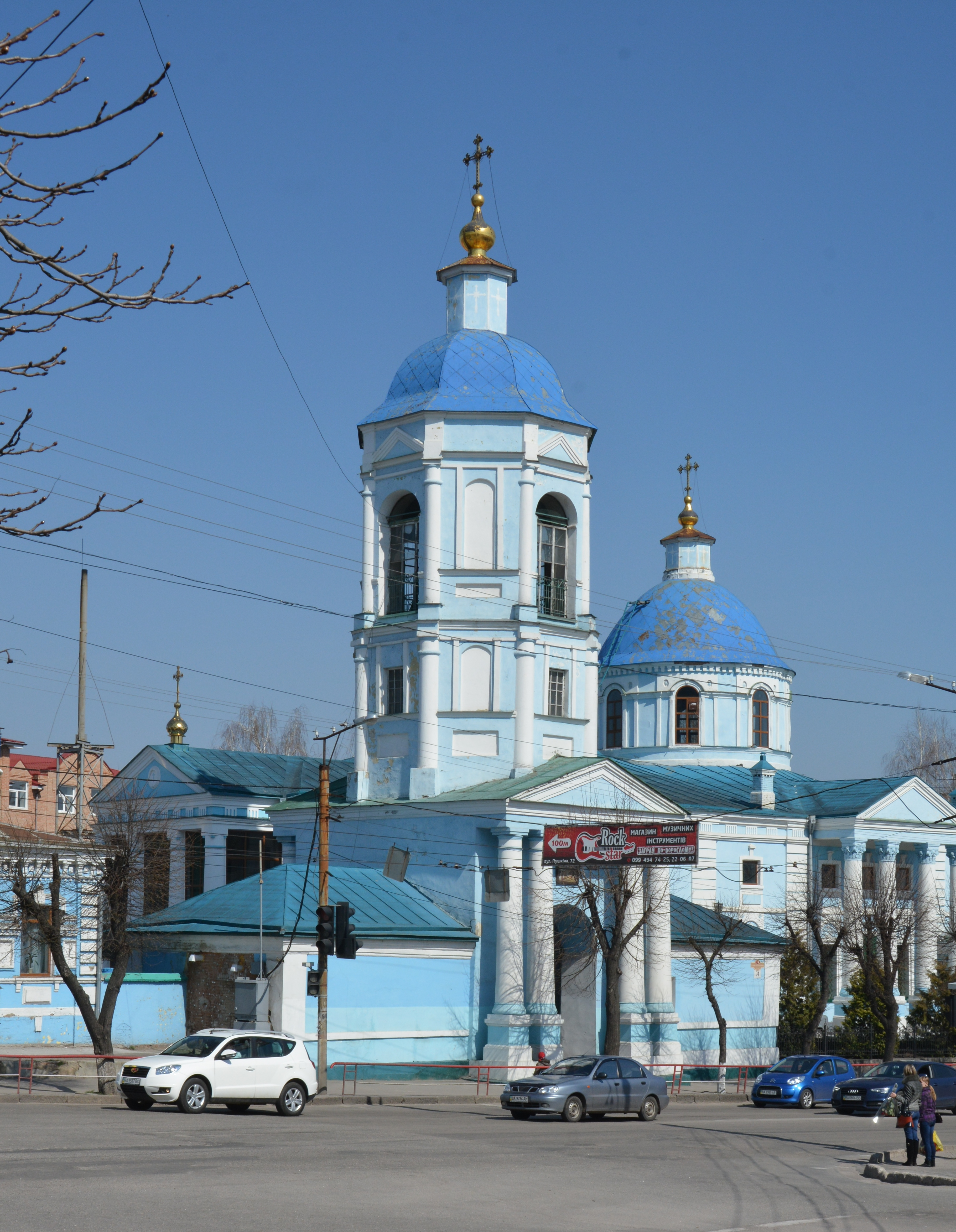
Natività della Chiesa Theotokos, Kropyvnyc'kyj (1805-1812)
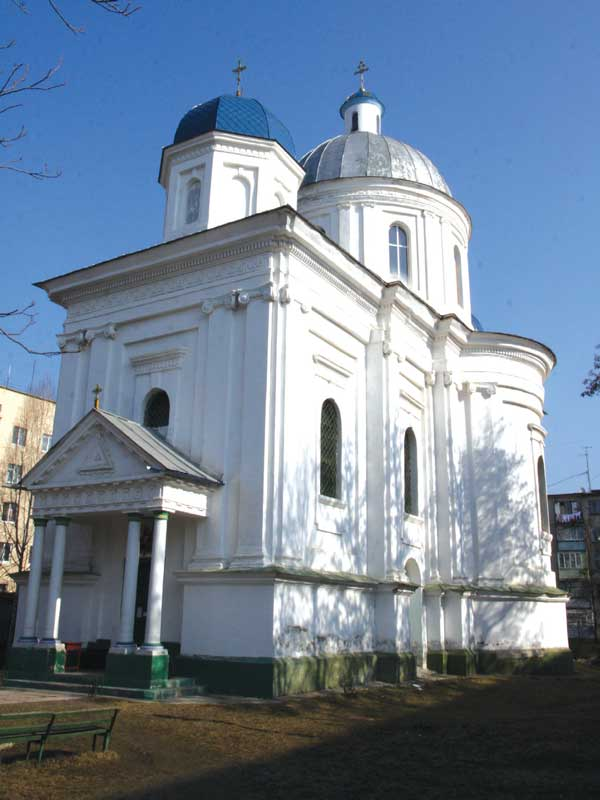
Chiesa di San Giorgio, Mohyliv-Podil's'kyj (1808-1819)
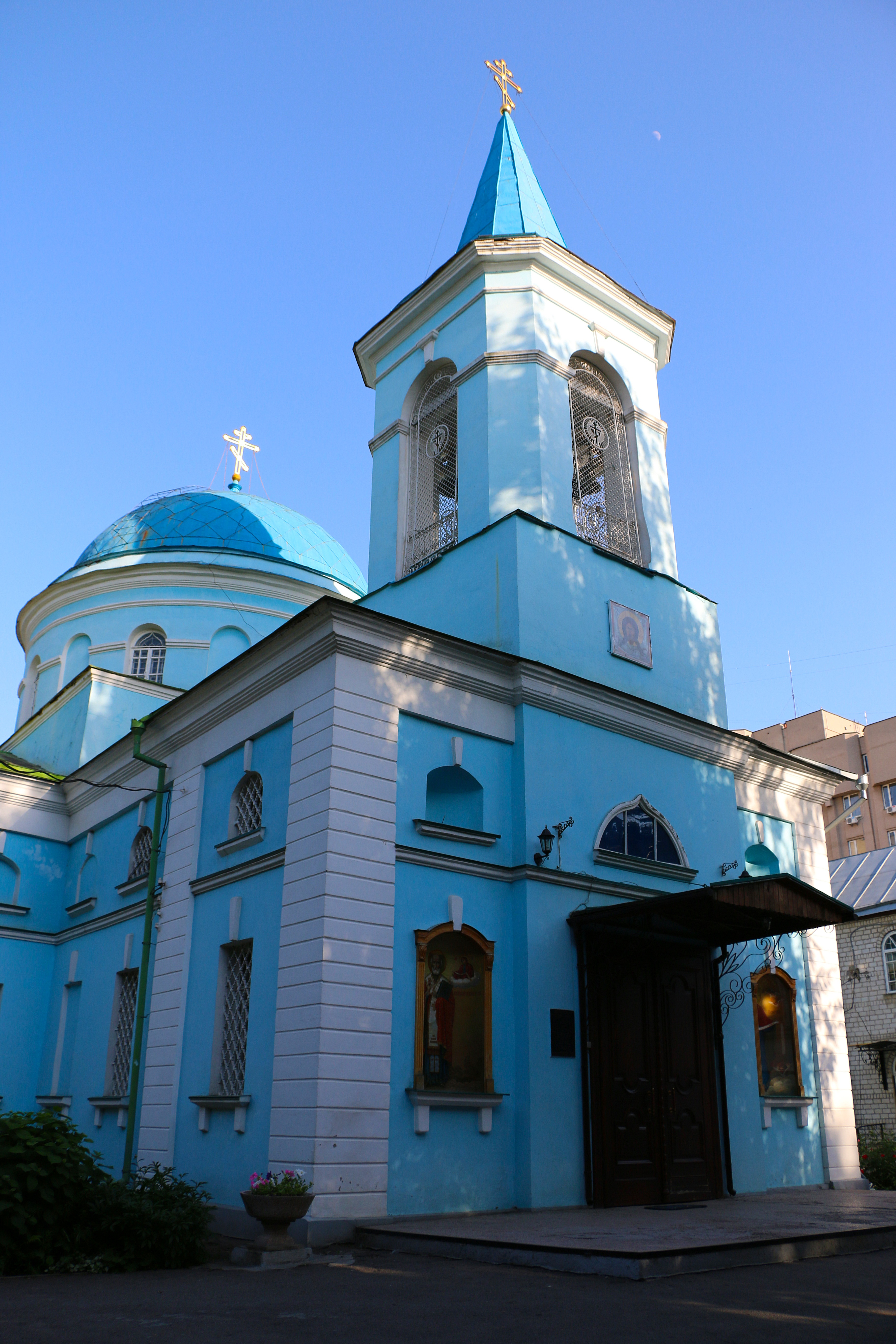
Chiesa Collegiata di San Nicola, Mykolaïv (1799-1828)
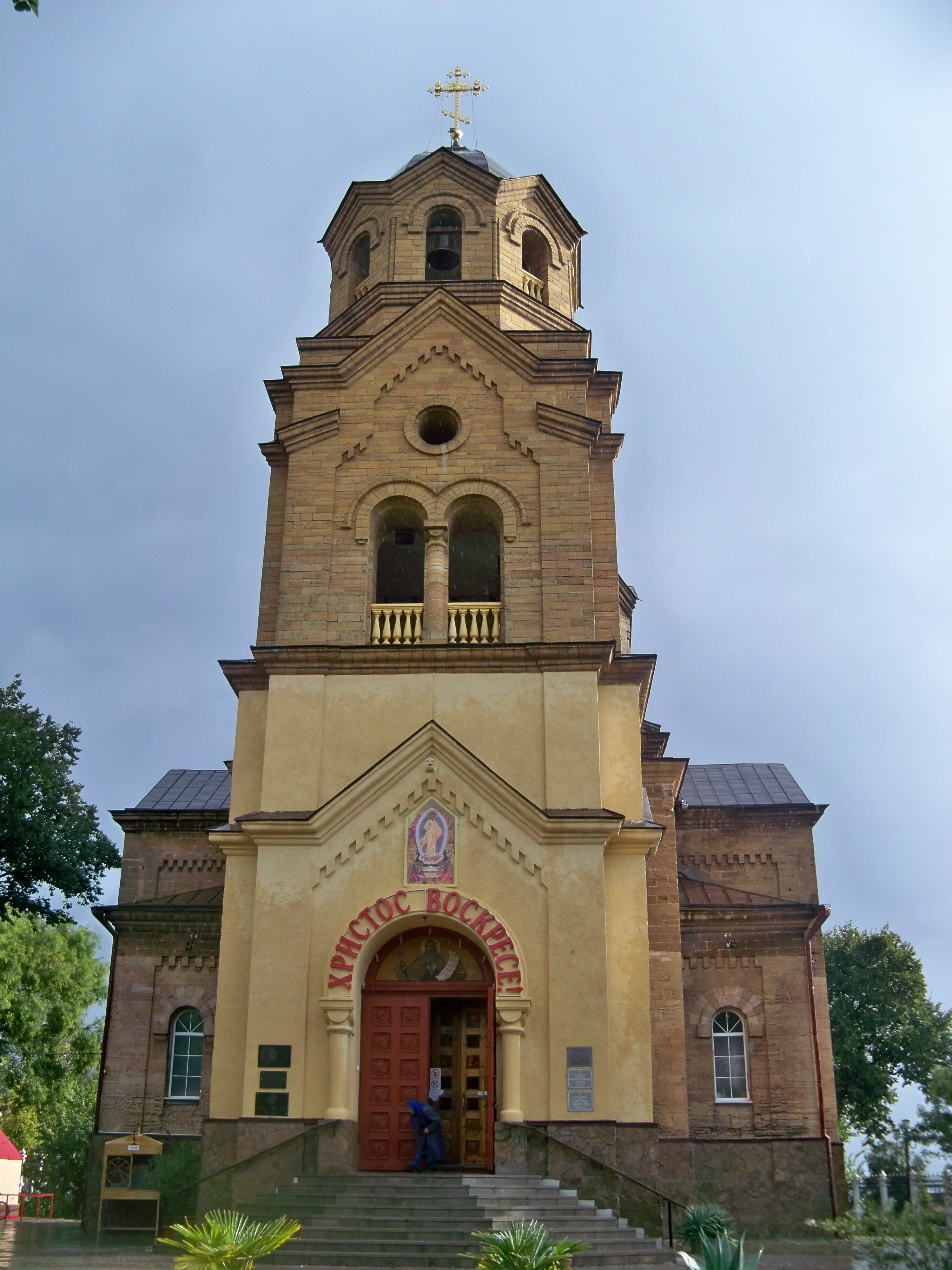
Chiesa di Sant'Elia, Jevpatorija (1911-1918)

Altri luoghi:
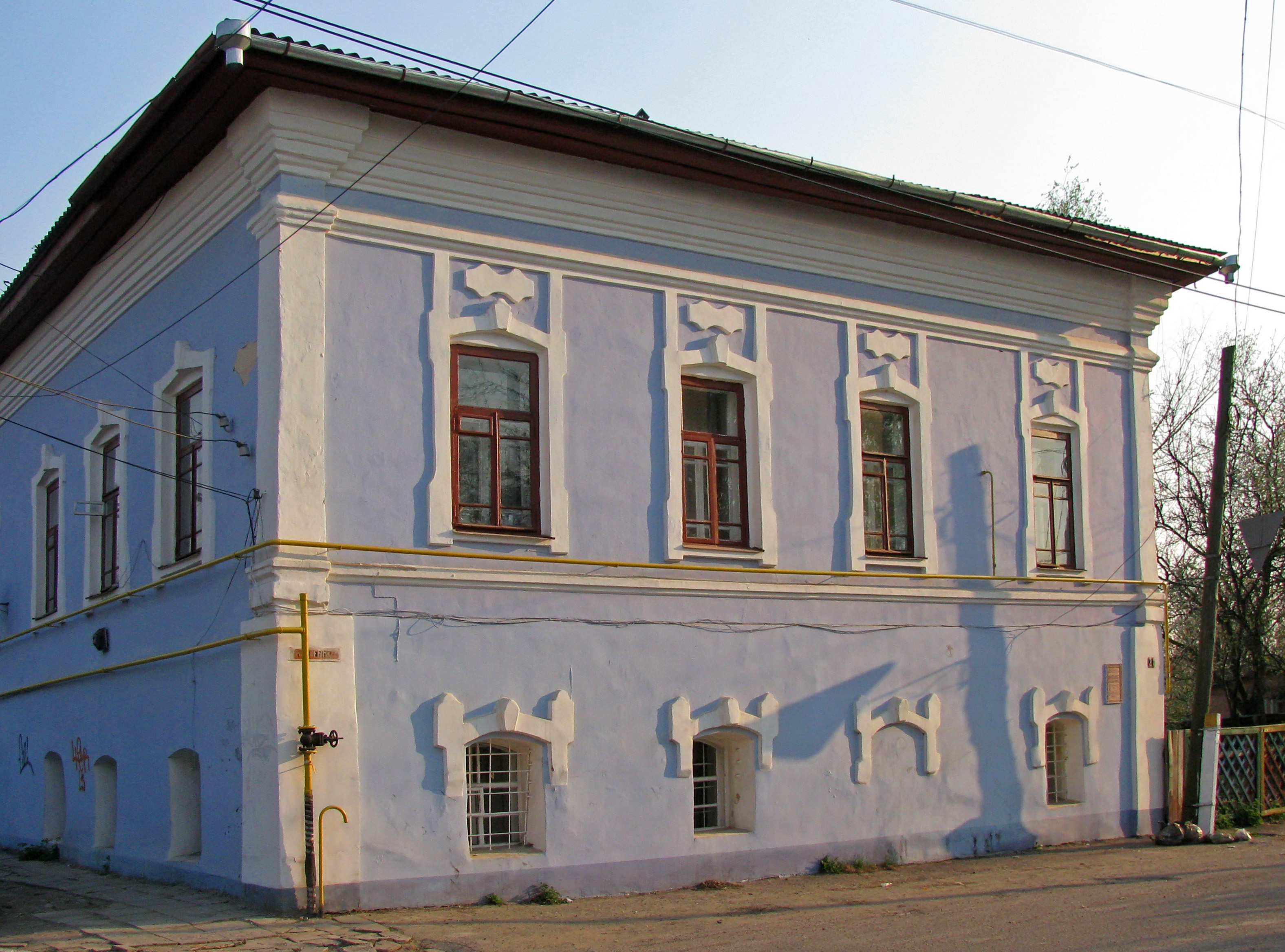
Magistrato greco, Nižyn (XVIII secolo)
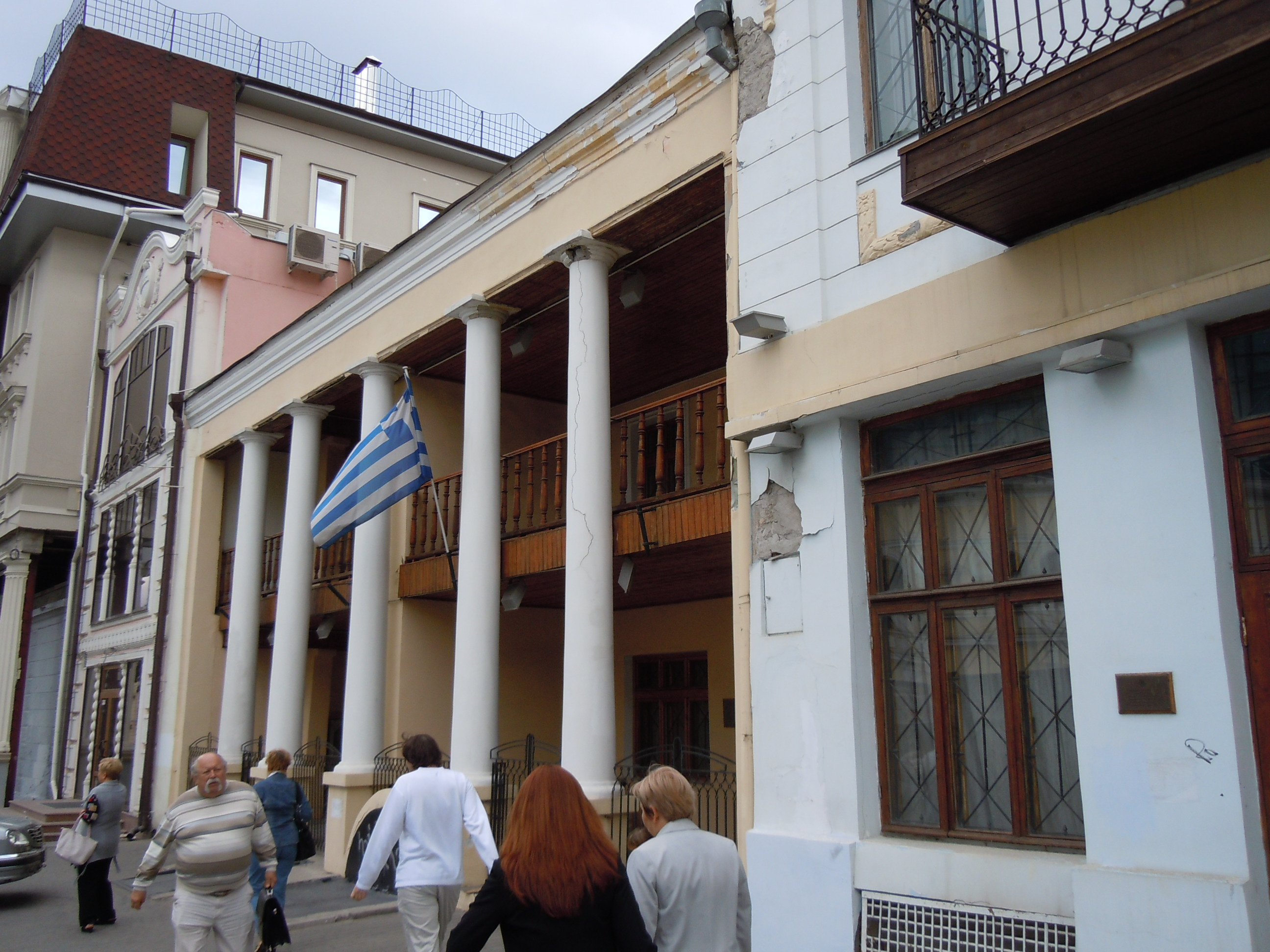
Casa di Filiki Eteria, Odessa
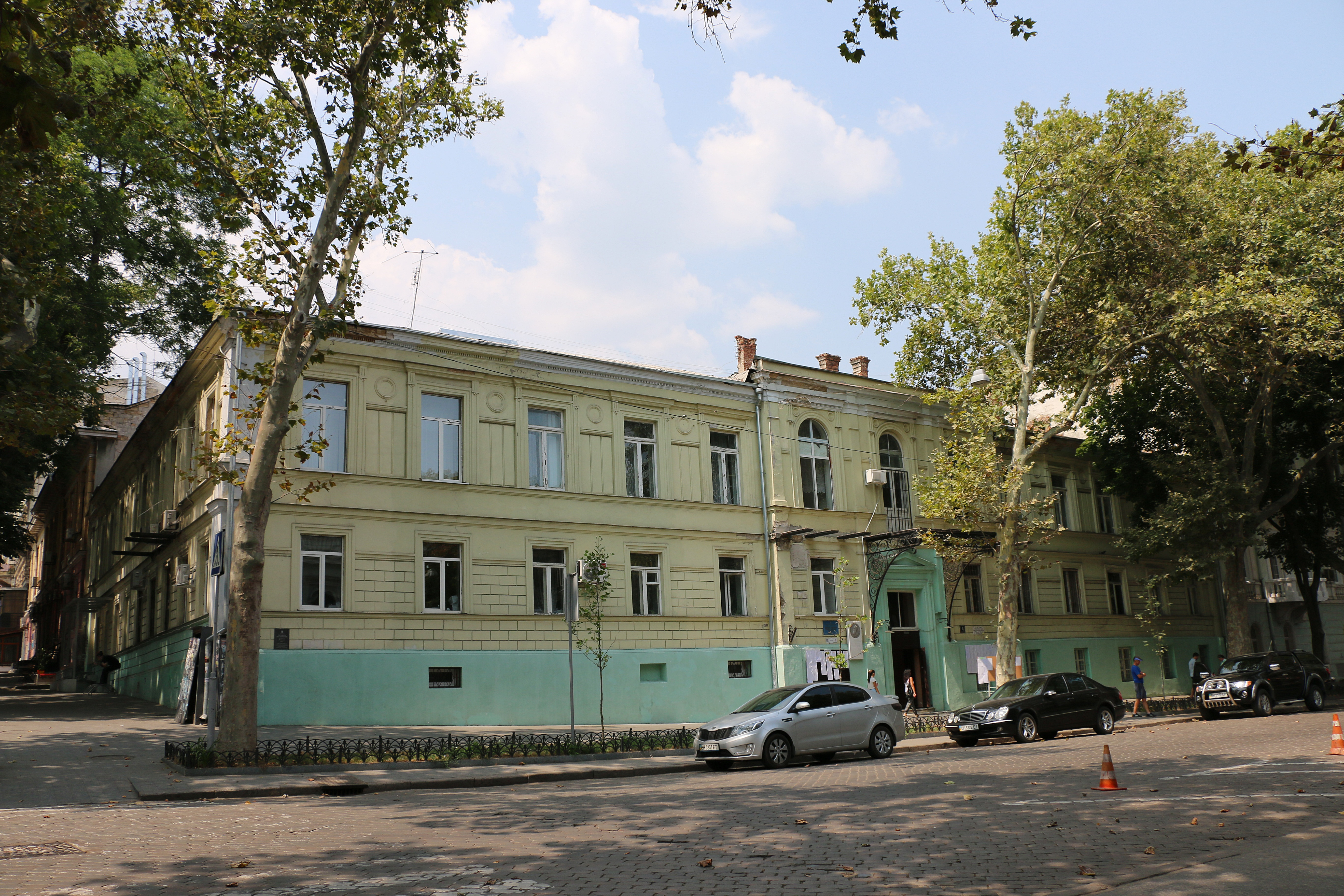
Casa Maraslis, Odessa
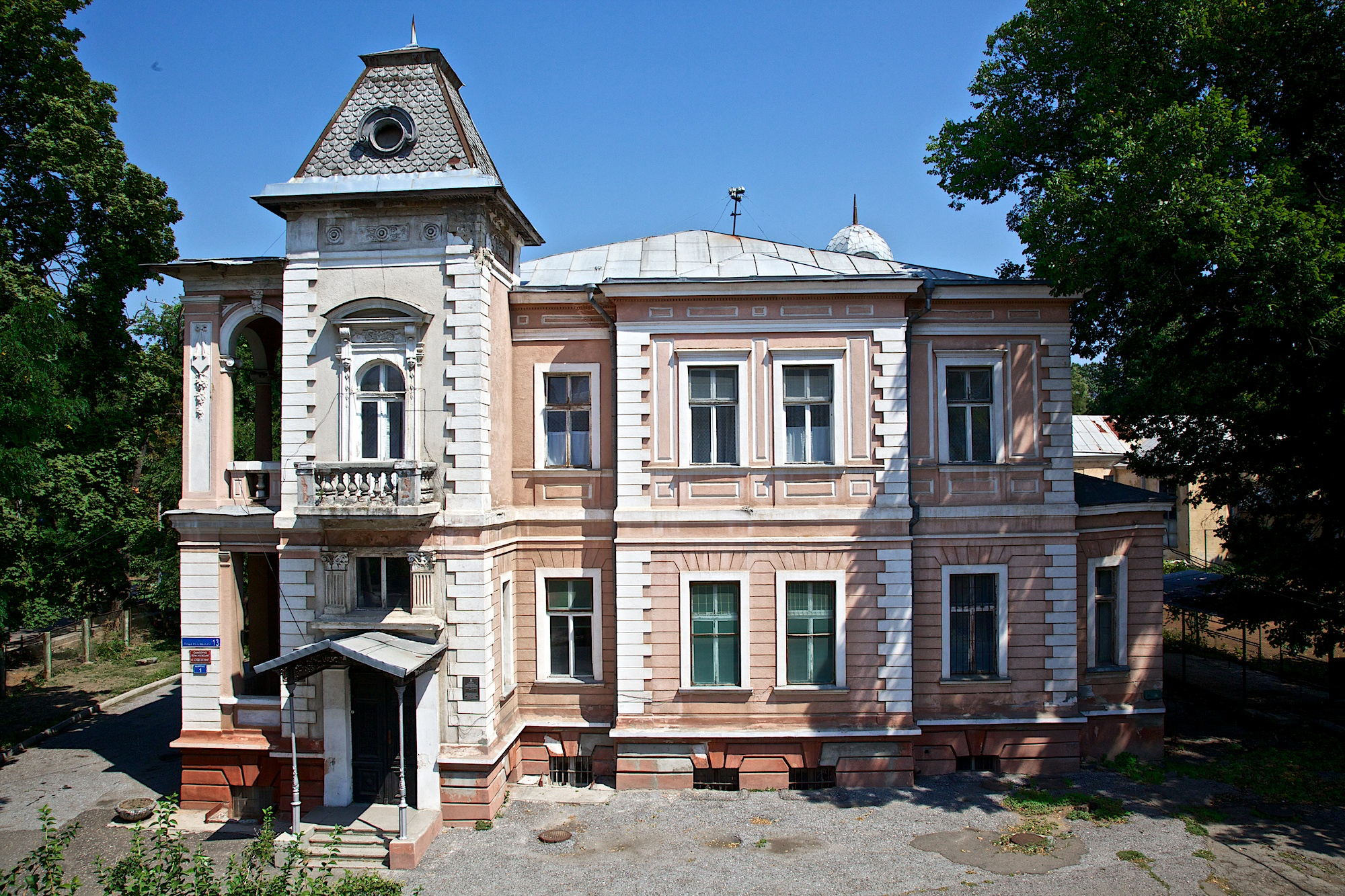
Villa Maraslis, Odessa
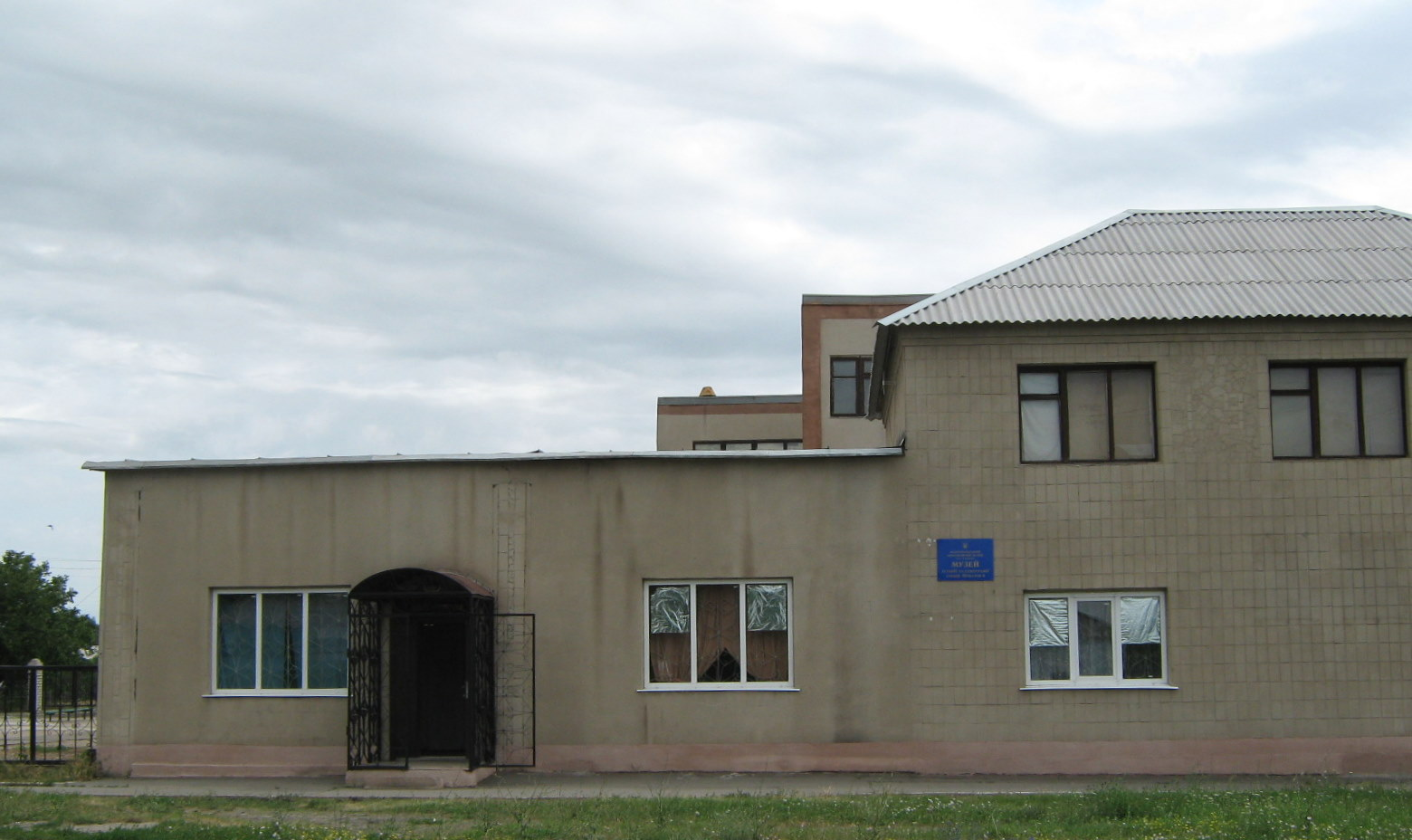
Museo dei Greci di Prjazov"ja, Sartana, Mariupol'

Monumenti:
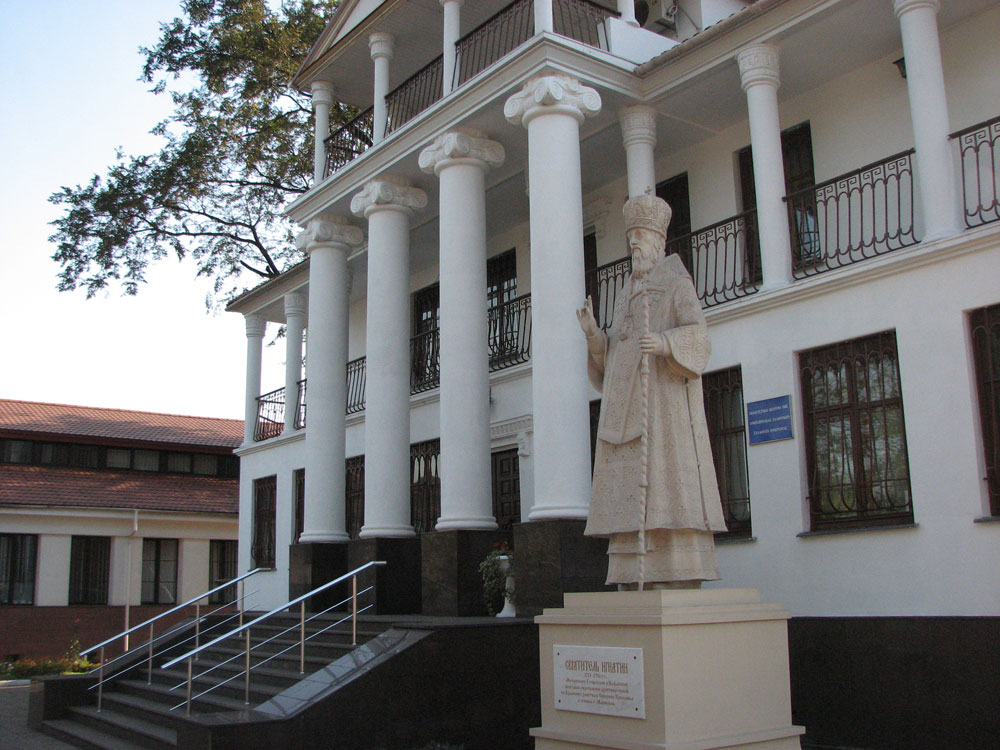
Monumento a Ignazio di Mariupol', Mariupol'

Persone:
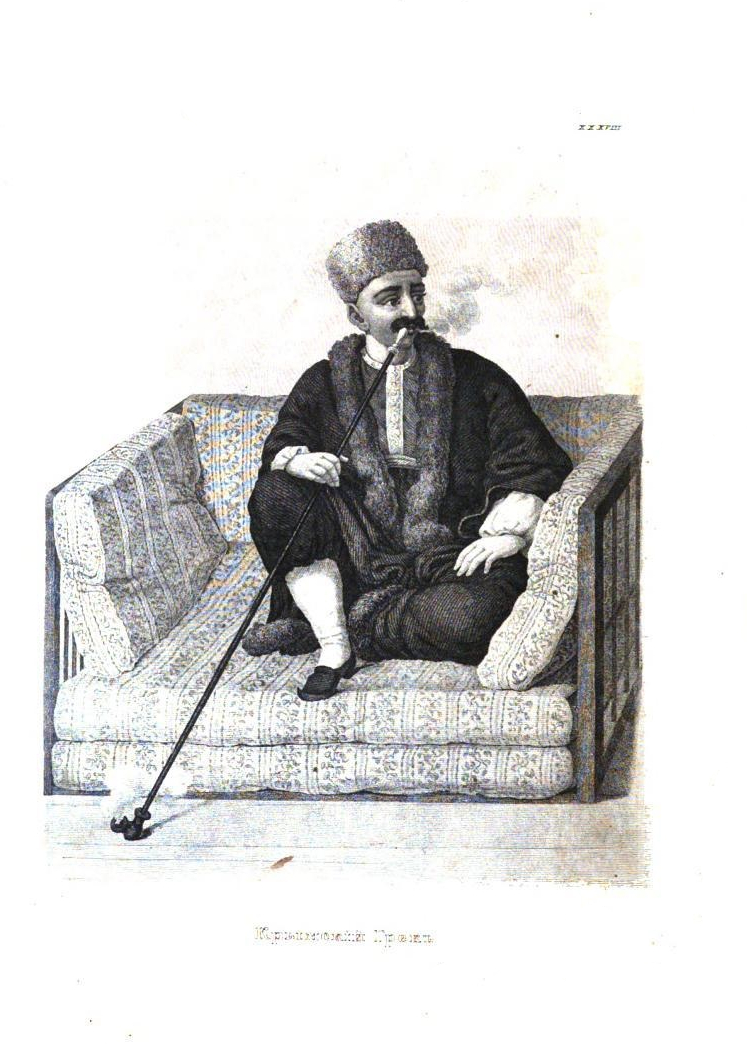
Greco di Crimea che fuma la pipa 1840
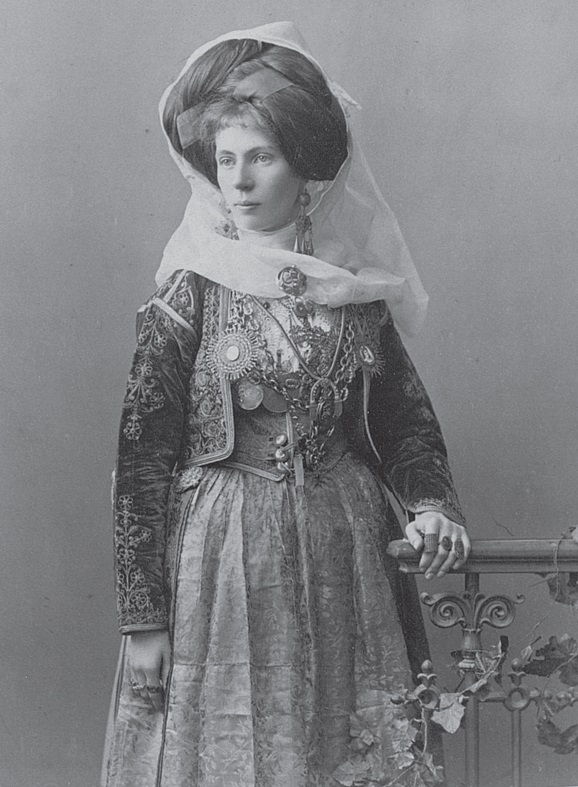
Donna greca di Crimea in costume nativo Provincia di Tauride Crimea all'inizio del XX secolo
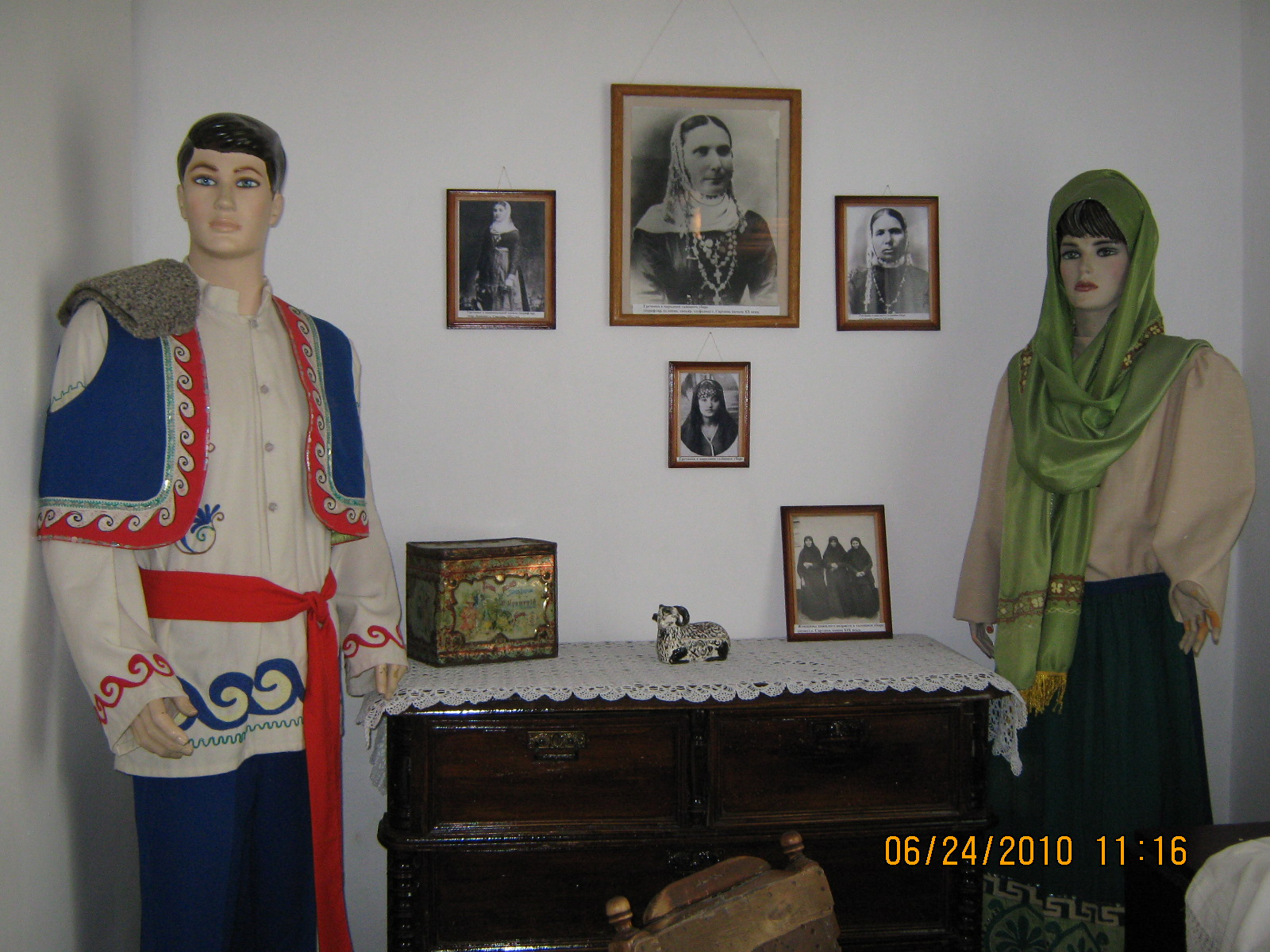
Costumi tradizionali greci nel Museo dei Greci di Prjazov"ja a Sartana, Mariupol'
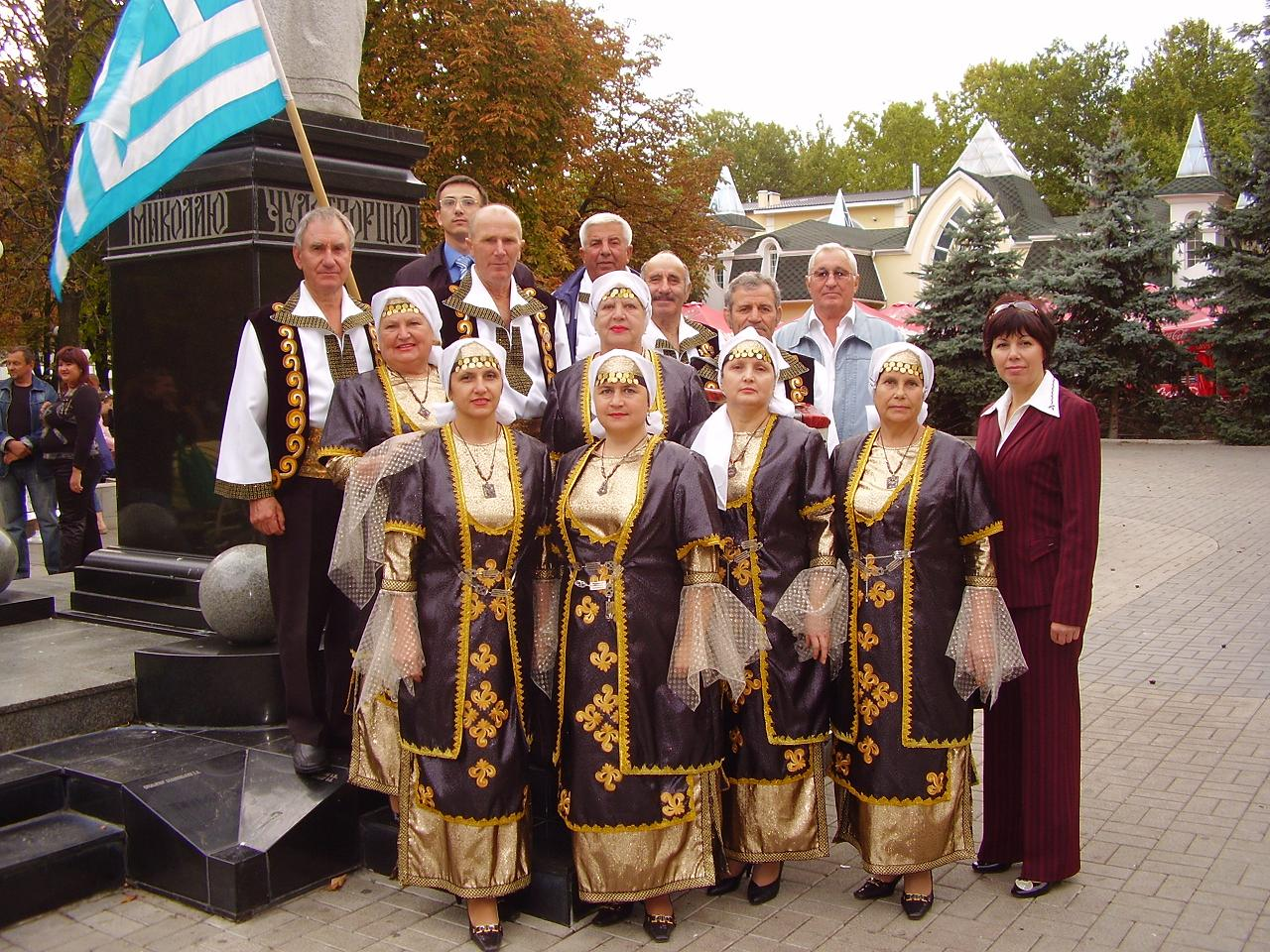
Membri della comunità greca dell'Ucraina a un festival annuale